# Dorfkirche Wallmow

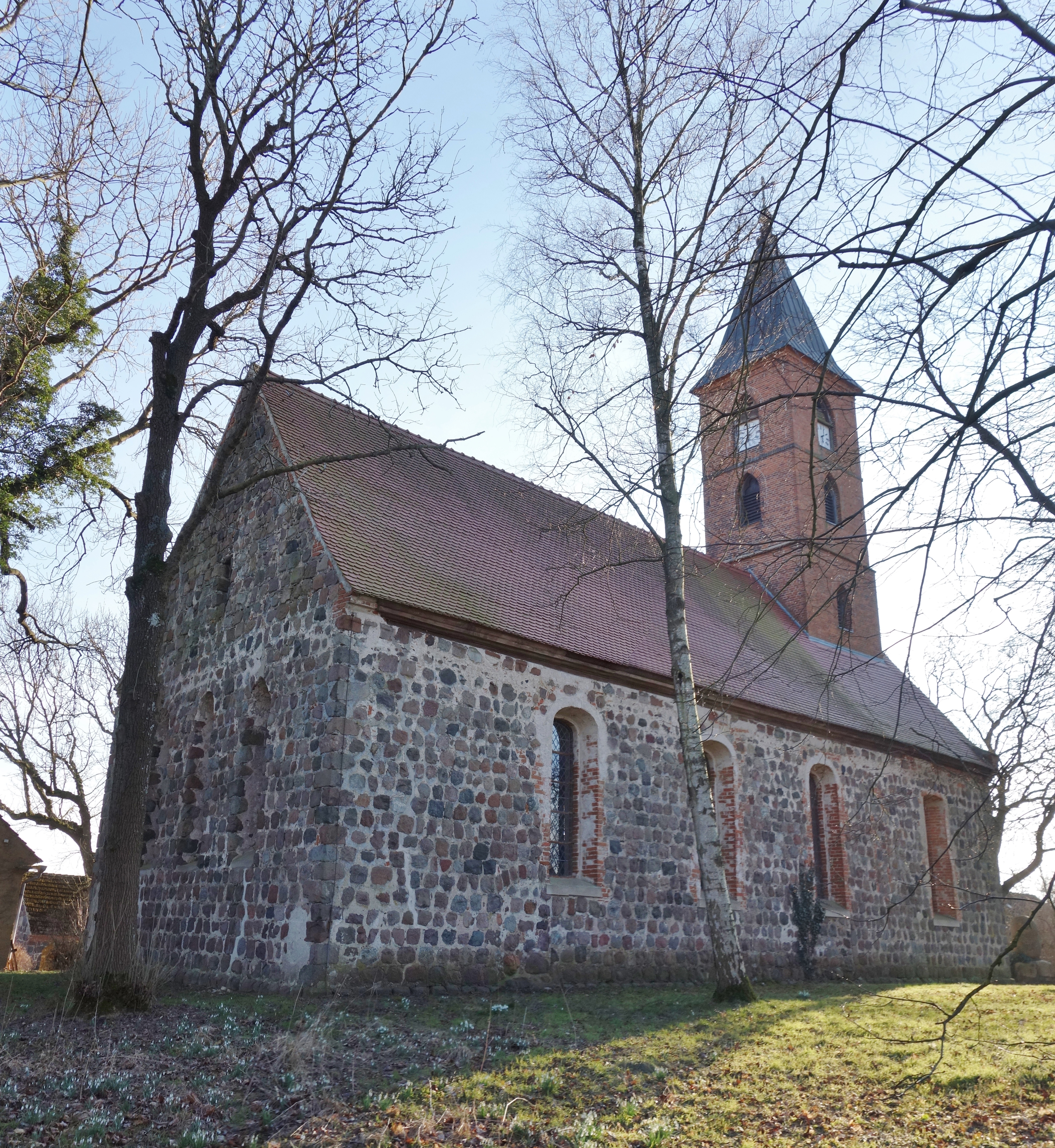
Dorfkirche Wallmow

Die evangelische, denkmalgeschützte Dorfkirche Wallmow steht im Ortsteil Wallmow der Gemeinde Carmzow-Wallmow im Landkreis Uckermark von Brandenburg. Sie gehört zum Pfarrsprengel Drense im Kirchenkreis Uckermark der Evangelischen Kirche Berlin-Brandenburg-schlesische Oberlausitz.

## Beschreibung
Das Langhaus der Saalkirche mit dem zweifach gestuften, spitzbogigen Portal im Westen wurde in der zweiten Hälfte des 13. Jahrhunderts aus Feldsteinen erbaut. Die Feldsteinkirche wurde im 18. Jahrhundert durch Veränderung der Fenster barockisiert. Der Giebel im Westen wurde 1841–43 in Backsteinen erneuert und mit einer Fensterrose verziert. Gleichzeitig wurde dem Satteldach im Westen ein quadratischer Dachturm aus Backsteinen aufgesetzt, der mit einem Pyramidendach bedeckt ist. Sein oberstes Geschoss beherbergt die Turmuhr, das Geschoss darunter hinter den Klangarkaden den Glockenstuhl.
Zur Kirchenausstattung gehören ein Kanzelaltar und ein Taufbecken aus der ersten Hälfte des 19. Jahrhunderts. Die Orgel auf der Empore im Westen wurde 1895 von Barnim Grüneberg gebaut.